# Борна
Бо́рна (нем. Borna, в.-луж. Borno — «Ворона») — город в Германии, районный центр, расположен в земле Саксония. Подчинён административному округу Лейпциг. Входит в состав района Лейпциг.
Население составляет 19151 человек (на 31 октября 2019 года). Занимает площадь 62,35 км². Официальный код — 14 3 79 100.

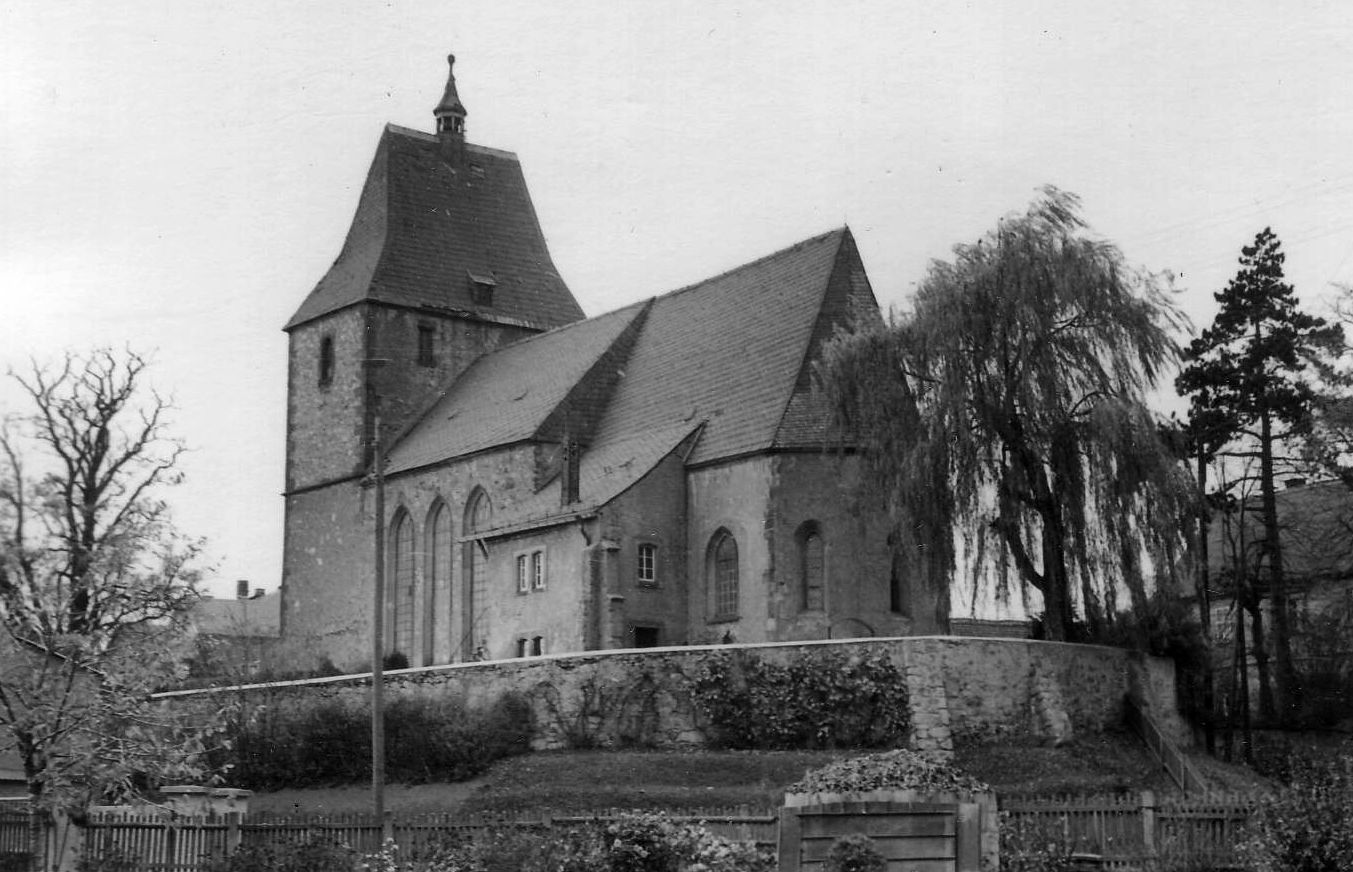
Борна

Здесь родился известный архитектор Клеменс Тиме (1861—1945).